# DAF 65/75/85
DAF 65/75/85 — семейство среднетоннажных грузовых автомобилей, выпускавшихся нидерландской компанией DAF Trucks в период с 1992 по 2000 год.

## Описание
На выставке коммерческих автомобилей IAA в 1992 году в Ганновере DAF Trucks показал новое поколение среднетоннажников серий 75 и 85. Грузовики предназначены для работы с полуприцепами на маршрутах средней и дальней протяжённости, а также в строительстве и коммунальном хозяйстве. Автомобили DAF 75 комплектовались дизелями объёмом 8,65 л мощностью 245—302 л. с., DAF 85 — дизелями объёмом 11,6 л мощностью 329—401 л. с. В 1993 году компания DAF Trucks показала самую лёгкую версию в этом модельном ряду — серию 65, комплектовавшуюся дизелями объёмом 6,24 л мощностью 181—241 л. с. Всё семейство DAF 65/75/85 комплектовалось многоступенчатыми коробками передач, пневматической подвеской и новой кабиной, которая может быть как в коротком дневном исполнении, так и в удлинённом со спальным местом.
В 1998 году семейство автомобилей модернизировали, и теперь они получили обозначение DAF 65CF, DAF 75CF и DAF 85CF. На DAF 65CF устанавливали двигатели 6,24 л мощностью 181—241 л. с., на DAF 75CF устанавливали двигатели 9,2 л мощностью 249—320 л. с., на DAF 85CF устанавливали двигатели 12,58 л мощностью 340—428 л. с.
Автомобили DAF серии 75, несмотря на свой возраст, пользуются популярностью благодаря надёжности и высоким ресурсам узлов и агрегатов, а также низким расходом топлива.
Отличительные черты — относительно небольшая масса, достичь которой без потерь по прочности и долговечности удалось за счёт применения высококачественных материалов и точных расчётов на прочность, поэтому грузоподъёмность чуть больше, чем у конкурентов.